# Jelcz M121
Jelcz M121 — польский городской автобус большой вместимости, выпускаемый компанией Jelcz в 2000—2004 годах.

## История
В связи с понижением спроса на модели Jelcz M121M и Jelcz M121MB в 2000 году был запущен в производство автобус Jelcz M121. Модель оснащена дизельным двигателем внутреннего сгорания WS Mielec SWT11/302/1 мощностью 220 л. с. (Евро-2). Передний мост — Jelcz 65N, задний мост — Jelcz MT 1032A.
Всего было изготовлено 11 экземпляров:
- 2000 — 1 штука
- 2001 — 3 штуки
- 2002 — 5 штук
- 2004 — 2 штуки

Также выпускались небольшими партиями троллейбусы Jelcz M121E.